# Amboy (Washington)
Amboy è un census-designated place (CDP), nella contea di Clark, negli Stati Uniti. Al censimento del 2010 contava 2.085 abitanti.

## Geografia fisica
Secondo l'United States Census Bureau, il CDP ha un'area totale di 14,3 miglia quadrate (37,1 km²), di cui, 14.3 miglia quadrate (37,1 km²) di esso è terra e 0.04 miglia quadrate (0,1 km²) di esso (0,14%) è l'acqua.

## Società

### Evoluzione demografica
A partire dal censimento  del 2000, c'erano 2.085 persone, 633 famiglie, e 529 famiglie che risiedono nel CDP.  La densità della popolazione è stata 145,7 persone per miglio quadrato (56.3/km²).  Ci sono stati 658 unità abitative ad una densità media di 46.0/sq mi (17.8/km²).  Il trucco razziale della CDP era del 95,78% di bianchi, dello 0,43% di afroamericani, dell'1,25% di nativi americani, dello 0,29% asiatici, dello 0,19% Islander pacifico, dello 0,77% da altre razze e dell'1,29% da due o più corse.
Ci sono state 633 famiglie da cui il 45,2% hanno avuti bambini sotto l'età di 18 che vivono con loro, 74,1% erano coppia di sposi che vivono insieme, il 5,5% ha un capofamiglia femminile senza il presente del marito e del 16,3% erano non-famiglie.  12,5% di tutte le famiglie si sono composti degli individui e il 4,3% ha qualcuno che vive da solo chi era 65 anni o più vecchi.  Il formato medio della famiglia era 3.29 e le dimensioni della famiglia media era 3,61.
Nel CDP la distribuzione per età della popolazione mostra il 36,3% sotto l'età di 18 anni, il 7,3% che ha un'età compresa tra i 18 e i 24 anni, il 28,1% che ha tra i 25 e i 44 anni, il 20,8% che ha un'età compresa tra i 45 e i 64 anni e il 7,5% delle persone aveva un'età maggiore ai 65 anni di età.  L'età mediana era di 31 anni.  Per ogni 100 femmine ci sono 99,7 maschi.  Per ogni 100 femmine di età 18 e oltre, c'erano 103,4 maschi.
Il reddito mediano per una famiglia nel CDP era $ 50.896 ed il reddito mediano per una famiglia era $ 52.170.  I maschi hanno avuti un reddito mediano di $ 41.535 contro $ 22.128 per le femmine.  Il reddito pro capite per il CDP erano $ 16.973.  Circa il 6,5% delle famiglie e il 6,5% della popolazione erano sotto la soglia di povertà, di cui 9,2% di quelli sotto i 18 anni e nessuno di quelli invecchiano 65 o più.